# Hintzia
Hintzia is een geslacht van rechtvleugeligen uit de familie veldsprinkhanen (Acrididae). De wetenschappelijke naam van dit geslacht is voor het eerst geldig gepubliceerd in 1929 door Ramme.

## Soorten
Het geslacht Hintzia  is monotypisch en omvat slechts de volgende soort:
- Hintzia squamiptera (Ramme, 1929)